# Luis Corradi
Luis Eduardo Cuccaro Rolla más conocido como Luis Corradi (2 de noviembre de 1912 - 23 de enero de 2003 Argentina) fue un Actor Argentino. Trabajó en teatro, cine y televisión. Fue muchos años pareja de Berta Ortegosa.

## Actividad profesional
Realizó giras por Suramérica integrando la compañía de teatro de Enrique de Rosas, donde interpretaba, entre otros papeles,  el de arlequín en Los intereses creados  de Jacinto Benavente. En Buenos Aires trabajó junto a Pedro López Lagar en Panorama desde el puente y en Los fracasados. Trabajó en televisión, entre otros programas, en Dr. Cándido Pérez…señoras, Risas y sonrisas y en telenovelas de éxito como Malevo y El amor tiene cara de mujer.
Debutó en cine en 1938 en Las de Barranco y hasta su retiro intervino en muchas películas, varias de ellas dirigidas por Enrique Carreras, generalmente en personajes de presencia distinguida. 

## Filmografía
- El profesor punk    (1988)
- Los colimbas se divierten (1986)
- Mingo y Aníbal en la mansión embrujada   (1986)
- Las barras bravas   (1985) …Don Ricardo
- Sálvese quien pueda   (1984)
- Los extraterrestres   (1983)
- Los reyes del sablazo   (1983) …Médico
- Los fierecillos se divierten   (1982)
- Las vacaciones del amor  (1981)
- Te rompo el rating (1981)
- Departamento compartido   (1980)
- Frutilla   (1980) …Médico
- ¡Qué linda es mi familia!    (1980)
- Los drogadictos   (1979)
- Las locuras del profesor   (1979)
- Donde duermen dos... duermen tres   (1979)
- Un idilio de estación   (1978)
- Mi mujer no es mi señora   (1978)
- Las locas   (1977)
- ¿Qué es el otoño?    (1976)
- Las procesadas   (1975) …Dr. Marditti
- Rolando Rivas taxista (1974)
- La Mary   (1974)…Don Ricardo
- Yo tengo fe   (1974)…Diputado Bernárdez
- La revolución   (1973)
- Pimienta y Pimentón   (1970)
- El profesor hippie       (1969)
- Los guerrilleros   (1965) …Chofer
- Extraña ternura   (1964)… Médico forense
- Mujeres perdidas   (1964) …Gustavo Saldívar
- Los evadidos   (1964)
- Los inocentes   (1963)
- La fin del mundo   (1963)
- Paula cautiva    (1963)
- Bajo un mismo rostro   (1962)
- Los viciosos   (1962)
- Catita es una dama   (1956)…Fernando Verdeales
- Mujeres casadas   (1954)
- La indeseable   (1951) …Alberto
- Fúlmine (1949)
- Un tropezón cualquiera da en la vida   (1949) …Pablo
- Las de Barranco   (1938)

## Televisión
- Celeste    (1 episodio, 1991)
- Domingos de Pacheco (1983)
- Malevo    (1972) Serie
- Alta comedia    .... ( episodio Muerte civil 1971) .... Sacerdote
- El abuelo    (1971)
- El monstruo no ha muerto    (1970) miniserie .... Obispo
- El amor tiene cara de mujer    (1964) Serie
- Arsenio Lupin    (1961)  miniserie
- La figura de cera    (1960)  miniserie